# سنگ‌نگاره کوه واجه
موضوعی یافت نشد.